# Сурвивализам
Сурвивализам (енгл. survivalism - опстанак) или преперизам (енгл. preppers припрема) је светски друштвени покрет који повезује људе који се активно припремају за светску катаклизму и локалне катастрофе и ванредне ситуације као што су:
- природне катастрофе ;
- вештачки изазване катастрофе;
- криза у вези са струје, недостатак хране, воде и слично ;
- епидемија и пандемија;

или више катастрофалних догађаја - као што су нуклеарни рат, судар великог небеског тела са Земљом, глобално загревање, зомби апокалипса и сл што по мишљењу препера може ставити тачку на постојање људске цивилизације, а за коју треба да се унапред припреме.
Следбениици овог покрета називају се препери.

## Историја сурвивализма
Сурвивалистички покрет је започео у САД током Хладног рата, средином 1970-их због нафтне кризе 1973. Хауард Руф је објавио књигу "Глад и преживљавање у Америци“. 1975. Курт Сексон почео је да објављује месечни билтен «Сурвајвер» и како он тврди, сковао термин сурвивалист.
Касније у западним земљама почели да се појављују сурвивалистички клубови и организације, карјем 20. века постаје популаран у и Русији и на истоку Европе.
Обично постоји комплет за опстанак или такозвани "Аларм сет" (аларм ранац, кофер аларм и сл.), који се често састоје од лекова, средства сигнализације, пречистача воде, навигационих уређаја, шатора или других портабл склоништа, као и хране и воде, специјалне одећа, шибице, компаса, ножа, итд.
Понекад сурвивалисти граде склоништа (бункере), често под земљом . Најрадикалнији сурвивалисти припремају се за потпуну аутономност у случају колапса друштва - посебно кроз стварање изолованих аутономних заједница ван насељених места у планинама, шуми и сл.
Неки радикални сурвивалисти такође припремају се и за оружани отпор од потенијалних напада маса изгладнелих који би се појавиле у случају колапса друштва како би сачували сопствене залихе. Дакле, такви сурвивалисти наоружани и обучени војни вештине. Неки руски сурвивалисти такође прокламују потребу припреме за герилски рат у случају окупације од стране НАТО снага..
Истовремено, неки сурвивалисти у САД припремају се за окупацију од стране трупа УН..